# 新津油田

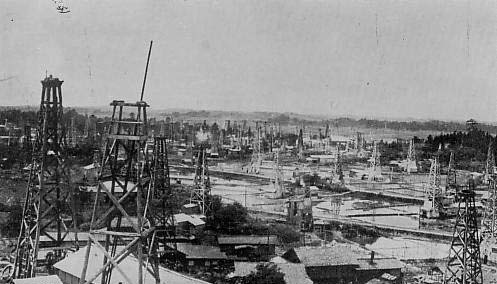
1930年代頃の新津油田

新津油田（にいつゆでん）は新潟県新津市（市町村合併により現在は新潟市秋葉区）に存在した油田。大正末期までの総産油量は新潟の油田の中で第一位であったが、1996年（平成8年）に生産を完全に中止した。

## 概要

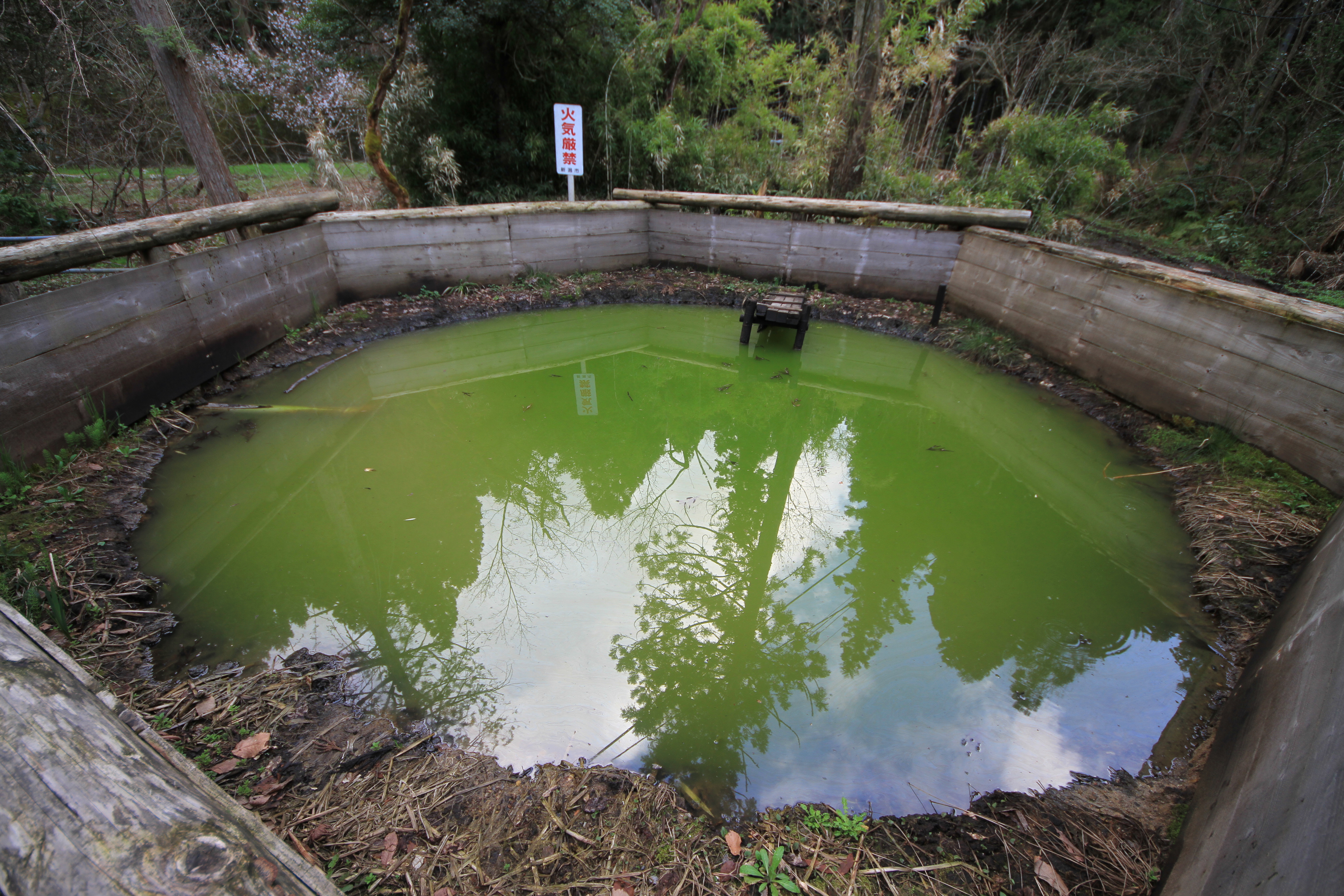
慶長年間に発見されたと言われる煮坪（秋葉区草水町、市指定文化財）

明治時代後期から大正時代にかけて、日本一の産油量を誇った油田である。当初は手掘りであったが、のちに上総掘り、綱掘式、ロータリー式掘削などが導入され、2,000坑を超える坑井が掘削された。
金津鉱場を中心に、朝日・塩谷、矢代田、小口など新津丘陵の様々な場所で採掘が行われていた。
麓の能代川（現・新津川）沿いや信濃川下流の関屋（新潟市中央区）には製油所が多く建てられ、船で原油が運ばれていた。また、金津鉱区から信濃川の船着き場までは後にパイプラインが敷設された。
現代においても油やガスが湧いている箇所があるほか、民家の敷地で石油を含む泥水が噴出し被害が発生することがある。

## 歴史
- 668年：越国から燃土と燃水が献上される[1]。
- 1608年：真柄仁兵衛が田家の山中で新たに煮坪（油田）を発見[1]。
- 1613年：真柄仁兵衛が新発田藩主の溝口家の許可を得て採掘を始める[1]。
- 1804年：石油採掘の権利を坂井彦兵衛から中野家が買い受ける[1]。
- 1874年：地域の庄屋であった中野家が政府に採掘を出願[11]。9月20日には手掘2号井で初めて日量4キロリットルを生産[1]。
- 1875年：中野貫一が小製油所をつくる[1]。
- 1886年：工部省が日本坑法違反を指摘して塩谷での採掘禁止と鉱業権没収を通達[1]。中野貫一や真柄富衛らはこれを不服として抗告、請願を繰り返し、1892年に勝訴（塩谷事件）[1]。
- 1893年：上野昌治が新津油田最初の上総掘りに成功[1]。重油燃焼法の発明もあり石油ブームが起こる[1]。
- 1899年：日本石油（現在のENEOS）が軽便式綱式掘削機を熊沢に導入して成功[1]。
- 1903年：中野貫一が米国から網堀式掘削機を導入して生産量が拡大[1]。
- 1906年：中野貫一が中央石油会社を設立[1]。第1繁栄期と呼ばれる（1910年まで）[1]。
- 1912年：日本石油がロータリー鑿井に成功し、新津油田にも導入される[12]。
- 1917年：年産12万キロリットルを達成。産油量日本一となる[11]。第2繁栄期と呼ばれる[1]。
- 1980年代：組織的な採掘がほぼ終了。
- 1996年3月31日：最後の井戸の採掘が終了[13]。丸泉石油興産が石油採掘事業を停止し、新津油田での生産が完全に停止される[1]。
- 2007年5月：日本の地質百選に選定[11]。
- 2018年10月：新津油田金津鉱場跡が国の史跡に指定[14]。

## 石油の里公園
油井のある一帯は1980年代から「石油の里公園」として整備されており、1988年（昭和63年）には「石油の世界館」が、1991年（平成3年）には「石油の古代館」がそれぞれオープンした。また、石油王として隆盛を極めた中野家の屋敷も整備され「中野邸記念館」となった。石油の世界館は、2019年にアラムコ・アジア・ジャパン（サウジアラムコの日本法人）から寄付を受けて改修が行われ、2020年にリニューアルオープンした。
一帯には展示用も含め数基の石油櫓が現存するほか、ポンピングパワーなど石油産業に関連する施設が多く残っている。また、周辺の地層からはオイルサンドを見いだすことができる。
菩提寺山をはじめとした新津丘陵の散策路の玄関口のひとつとなっており、「里山ビジターセンター」が園内に設置されている。

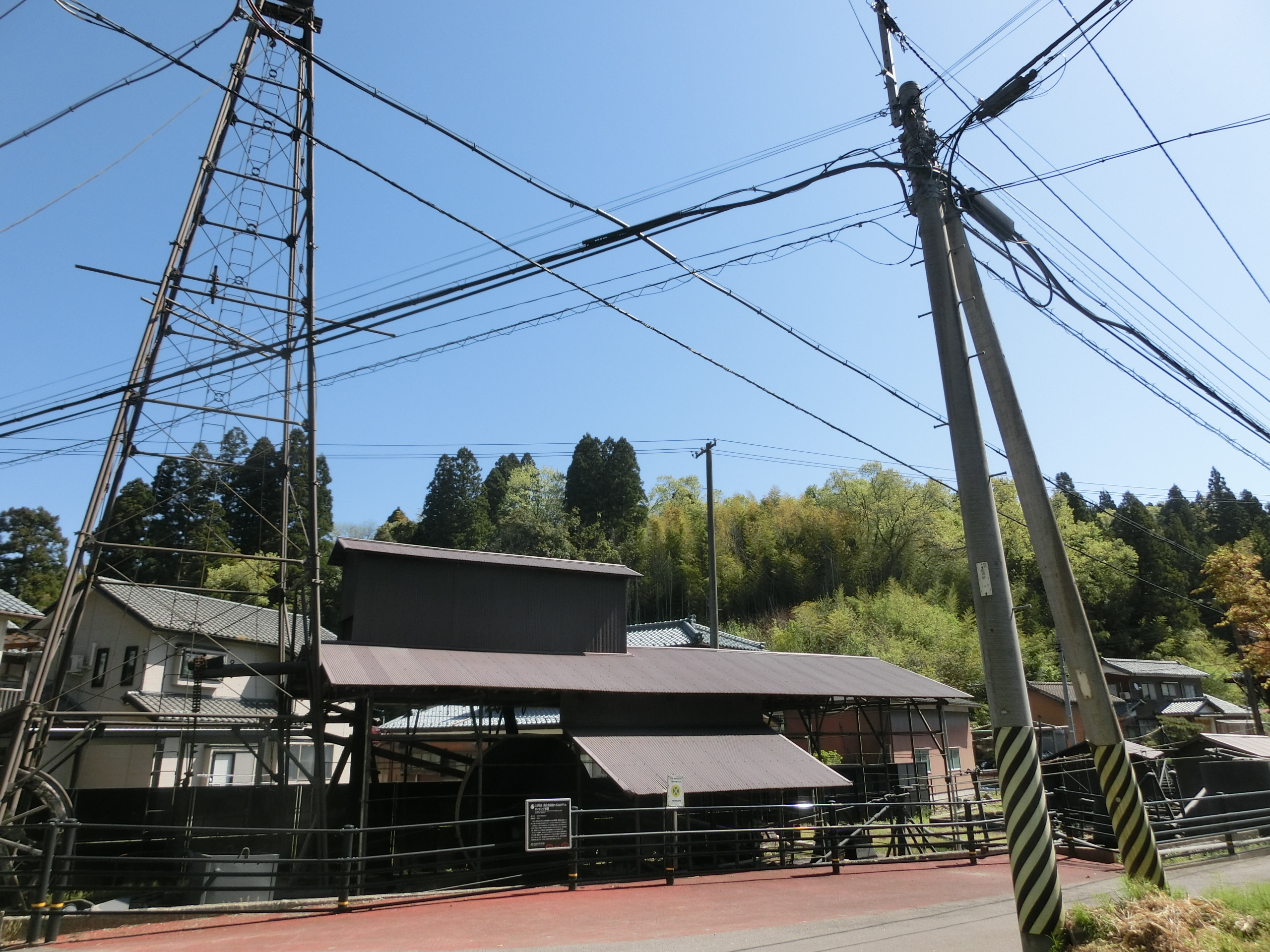
C3号井（綱式機械掘り石油井戸）とポンピング装置の遺構
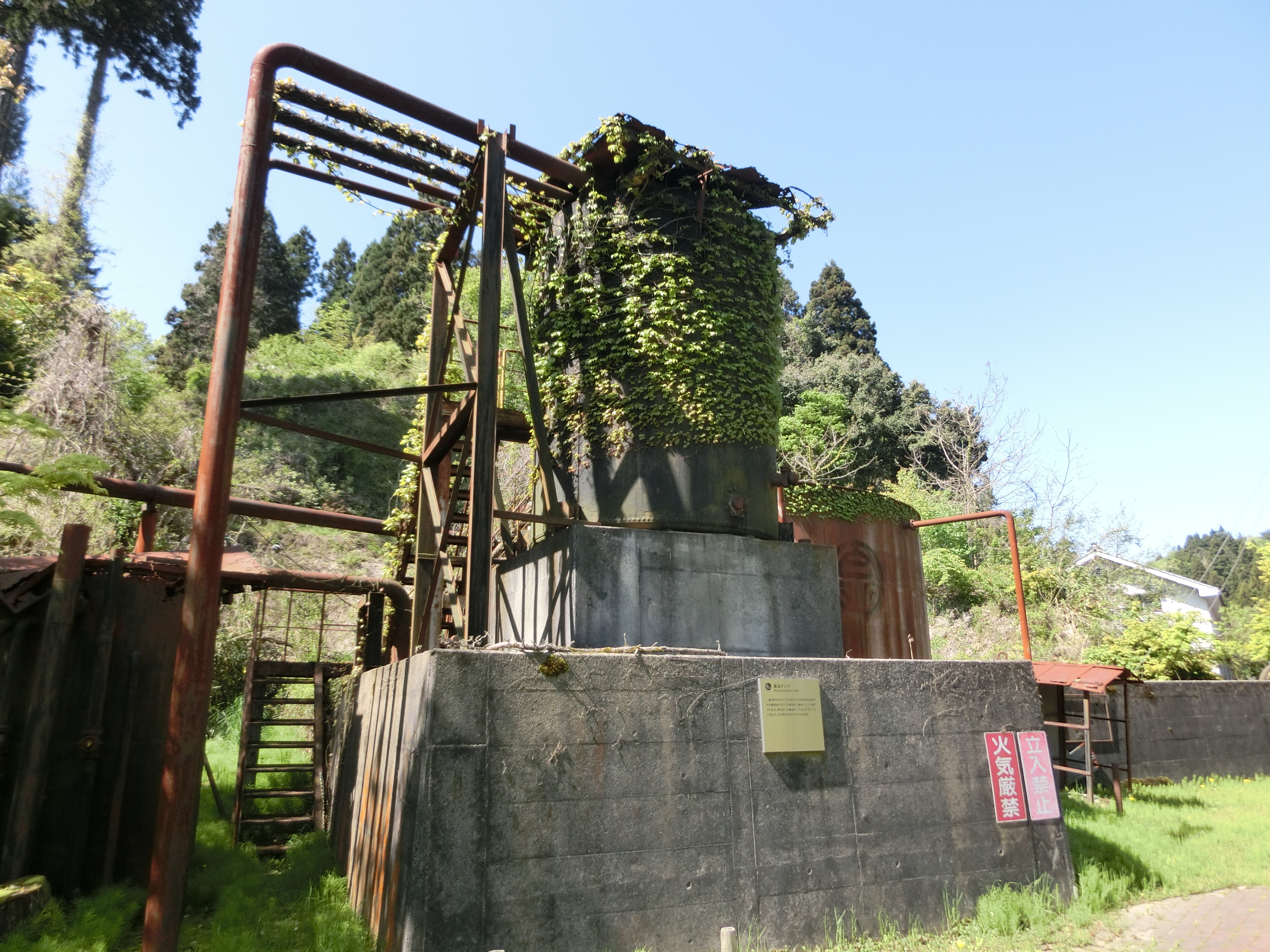
集油タンクの遺構
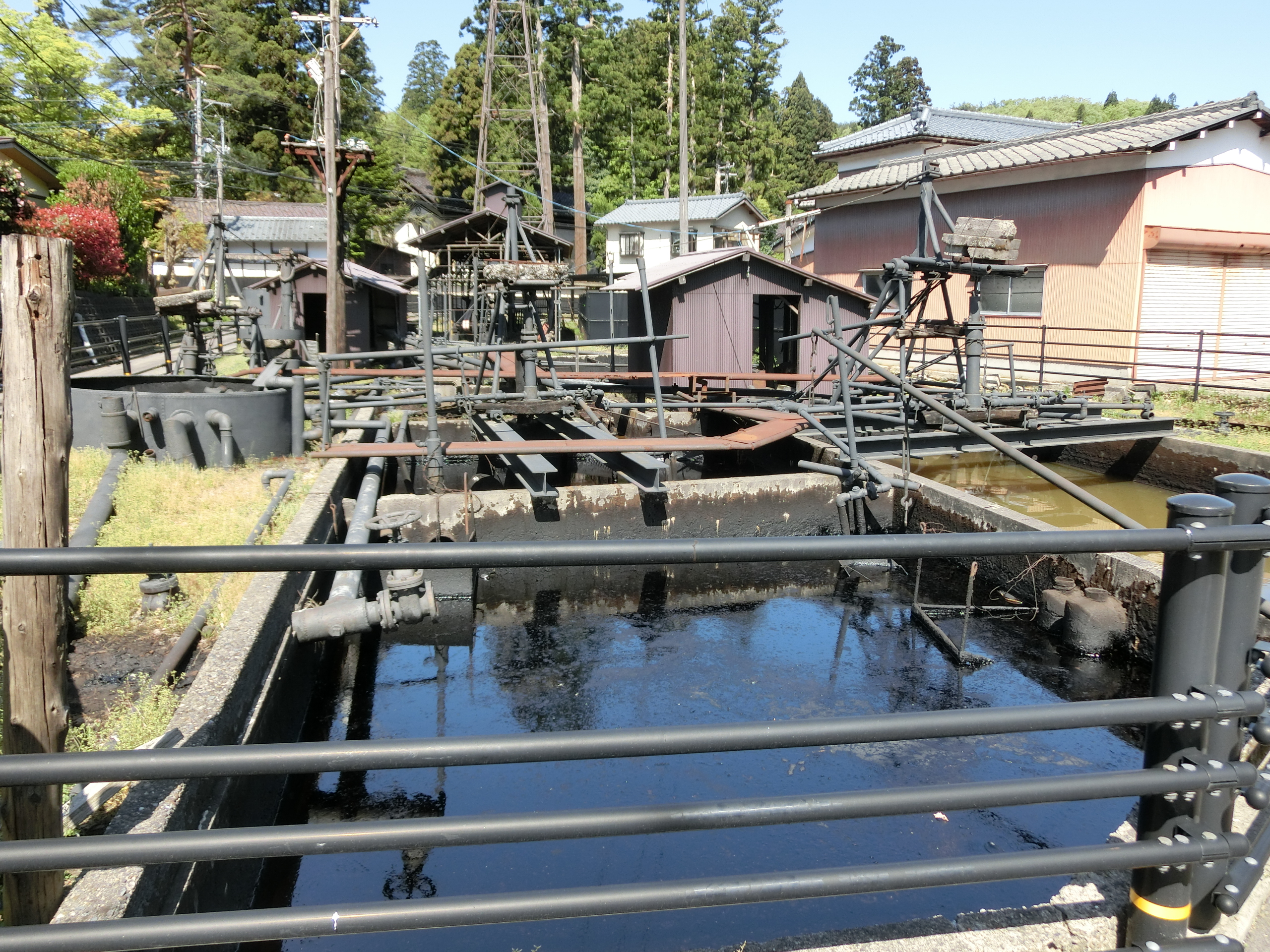
泥溜（濾過池）の遺構

## 新津温泉
油田採掘のボーリング中に、温泉を掘り当てた場所があり、新津温泉として利用されている。強烈な石油臭がする温泉として知られている。